# 兵力

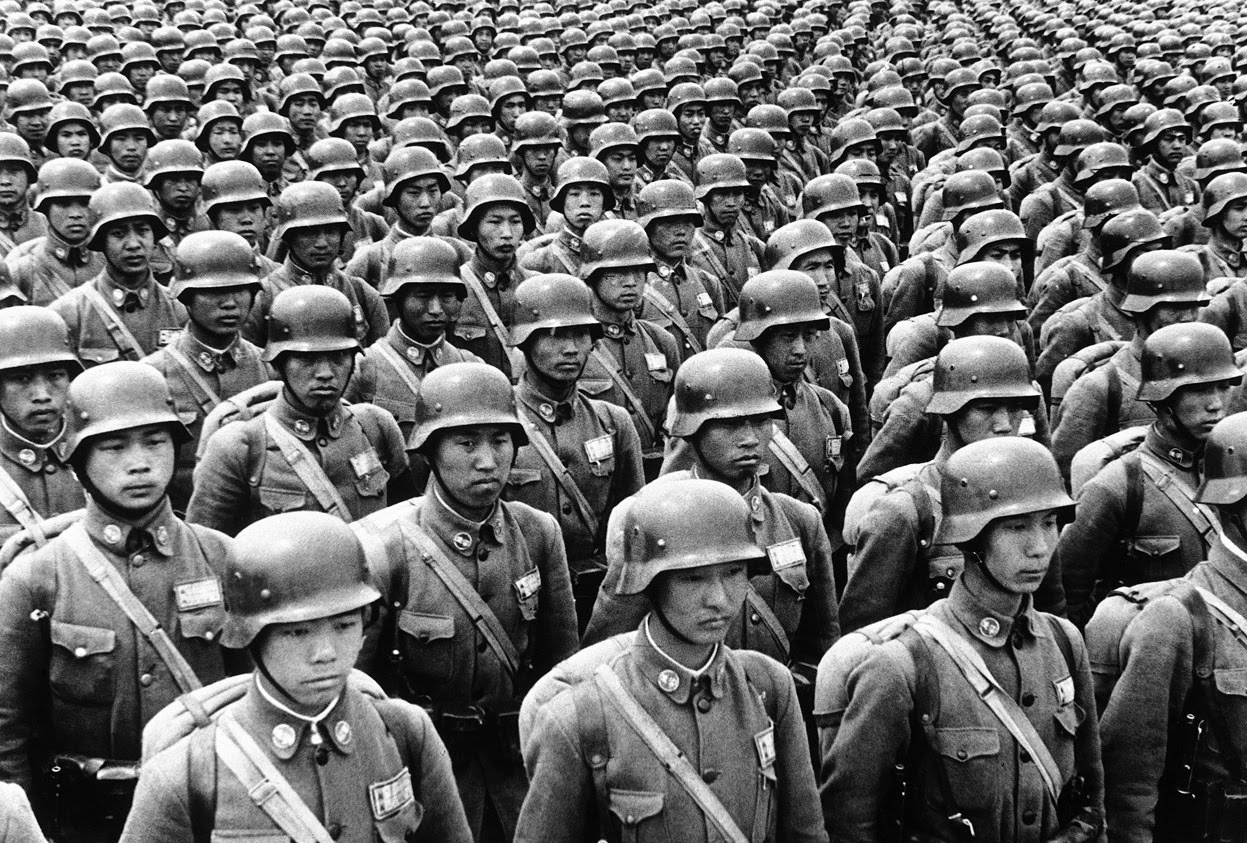
中華民國北伐時期中央陸軍兵

兵力指一支軍隊單位或整支軍隊的士兵總人數，純指人力。
兵力並不代表火力與戰力，較少人數的軍隊若是武器較好也能有相當於大兵力軍隊的火力與戰力，但是兵力在軍事上還是有相當參考價值，因為人數優勢是最原始也最有效的戰略優勢之一。